# Sokuon
Il sokuon (促音?) è un carattere tipografico giapponese che consiste in un piccolo tsu scritto in hiragana o in katakana. Viene chiamato anche chiisai tsu (小さいつ "piccolo tsu") in un linguaggio meno scolastico. Confronto con uno tsu di grandezza normale:
|          | Normale | Sokuon |
| -------- | ------- | ------ |
| Hiragana | つ      | っ     |
| Katakana | ツ      | ッ     |

Il sokuon è usato per vari scopi. Uno è quello di segnare una consonante geminata, che è rappresentata con i caratteri latini mediante il raddoppiamento della consonante seguente.

Esempi:
- chotto, che significa un po', si scrive in hiragana come ちょっと, ovvero ちょ cho, っ sokuon, と to, con il sokuon che rappresenta il raddoppiamento della t.
- sakkā, voce di origine inglese ("soccer"), si scrive in katakana come サッカー, ovvero サ sa, ッ sokuon, カ ka, ー chōon, con il sokuon che rappresenta il raddoppiamento della k.

Il sokuon è anche usato alla fine di una frase, con il valore di una occlusiva glottale (un'articolazione bloccata), che può indicare un tono rabbioso o sorpreso.
Per inserire il sokuon usando un elaboratore di testi al computer ci sono vari metodi, come xtu, ltu, ltsu, ecc.
Nell'Alfabeto fonetico internazionale (IPA), il suono del sokuon è indicato con un simbolo assomigliante ai due punti o con una consonante doppia:
- kite (来て, venendo) - kʲite
- kitte (切手, francobollo) - kʲitːe / kʲitte / kʲit̚te
- asari (あさり, pesca) - asaɾʲi
- assari (あっさり, facilmente) - asːaɾʲi / assaɾʲi